# Eupithecia orichloris
Eupithecia orichloris är en fjärilsart som beskrevs av Edward Meyrick 1899. Eupithecia orichloris ingår i släktet Eupithecia och familjen mätare. Inga underarter finns listade i Catalogue of Life. Fjärilens larver är rovdjur och lever på att fånga och äta andra småkryp.

## Bildgalleri

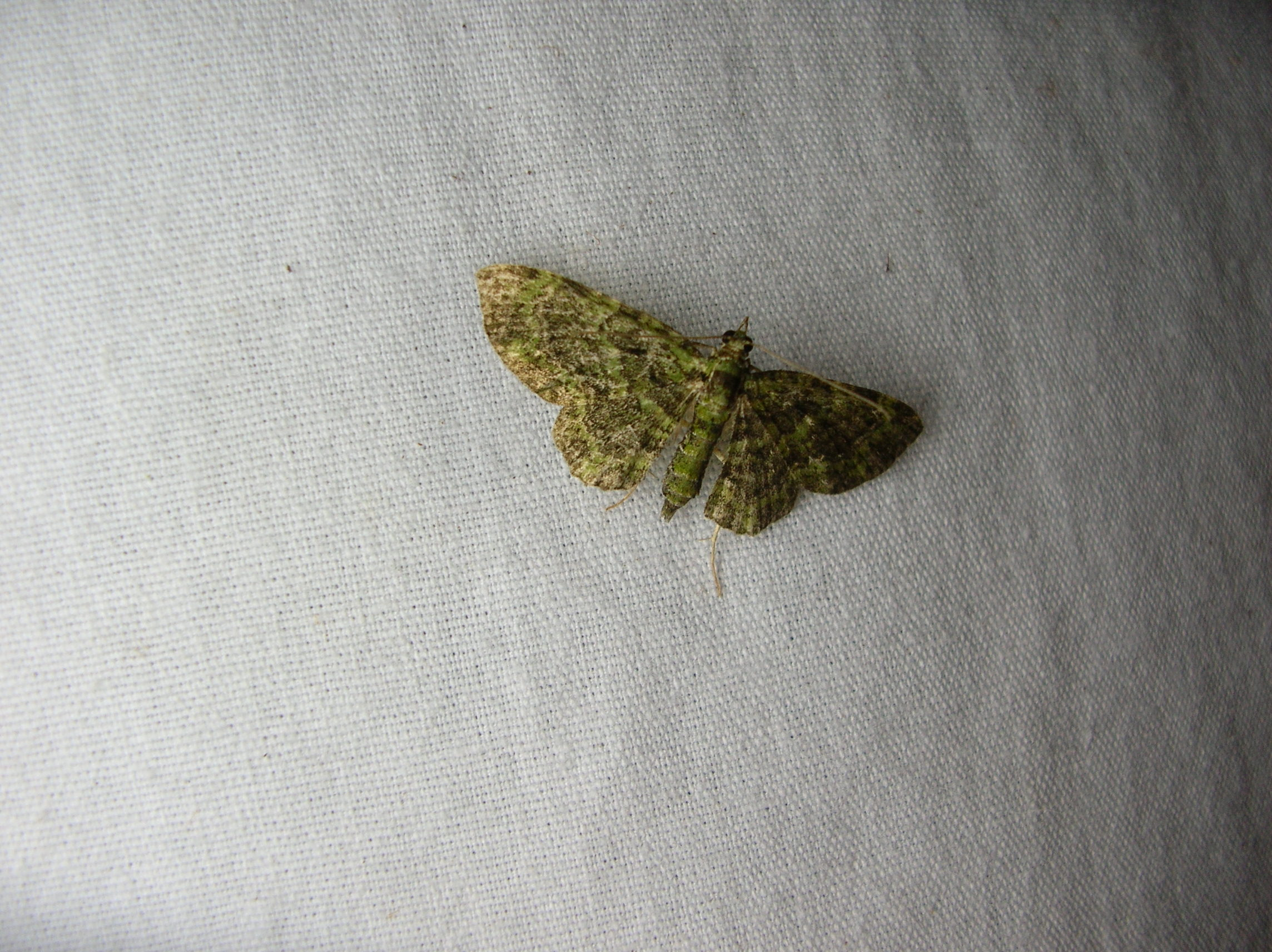
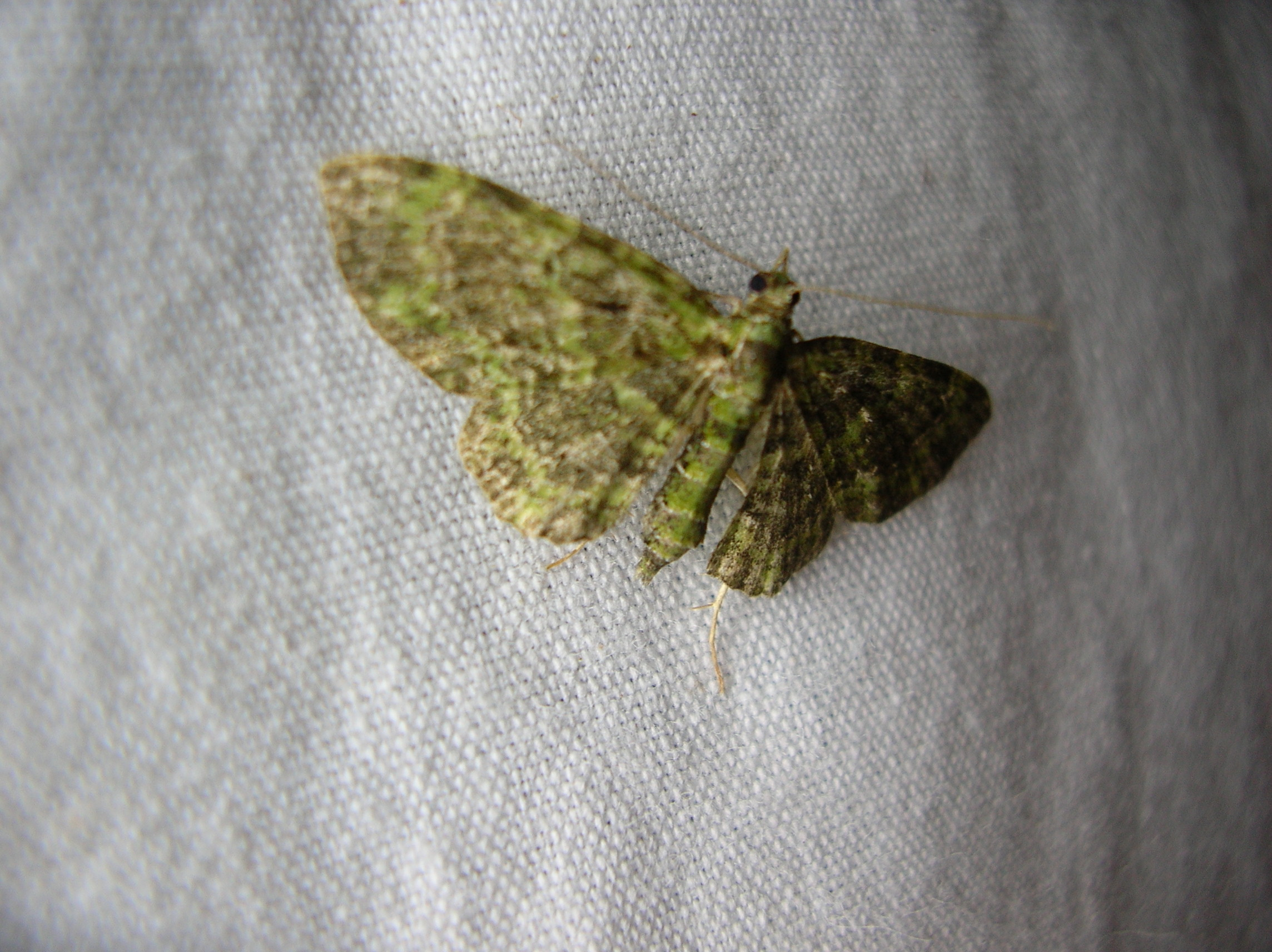